# Ralph M. Ingersoll Jr.
Ne doit pas être confondu avec Ralph Ingersoll.
Pour les articles homonymes, voir Ingersoll.
Ralph Mcallister Ingersoll Jr., né à New York le 14 juin 1946, est un éditeur de presse américain, fils de Ralph Ingersoll.

## Biographie
Issu du deuxième mariage de Ralph Ingersoll avec Elaine Brown Keiffer, une employée de Life, il fait ses études à l'université de Grenoble en France en 1965-1966 avant d'obtenir un Bachelor of Science à l'université de New York en 1970,,.
Dans les années 1950, son père achète et dirige plusieurs journaux. L'entreprise, Ingersoll Publications qu'il a fondée en 1957, est reprise par son fils Ralph M. Ingersoll Jr. en 1982.
Ingersoll Publications comprenait environ 40 quotidiens, dont le plus important était The New Haven Register (en), acquis en 1986. Elle possédait également The Trentonian (en) à Trenton, capitale du New Jersey et plus de 100 journaux hebdomadaires, dont le St. Louis Suburban Newspapers, un groupe de 41 hebdomadaires.